# Colaspoides medogensis
Colaspoides medogensis es un coleóptero de la familia Chrysomelidae.
Fue descrita científicamente en 1988 por Tan.